# Astrobunus laevipes
Astrobunus laevipes is een hooiwagen uit de familie Sclerosomatidae. De wetenschappelijke naam Astrobunus laevipes is voor het eerst geldig gepubliceerd door Canestrini in 1872.